# Rise of Nations
Rise of Nations – komputerowa strategiczna gra czasu rzeczywistego, wyprodukowana przez amerykańskie studio Big Huge Games. Gra została wydana 19 maja 2003 roku na platformę PC.

## Rozgrywka
Na grę składa się pięć kampanii. Występuje w niej osiemnaście nacji (dziesięć z nich jest grywalnych). Gracz może rozwijać swoją nację przez ponad pięć tysięcy lat (osiem epok). Kieruje poszczególnymi aspektami państwa takimi jak rozwój naukowy i technologiczny, dyplomacja, ekonomia, budowa armii, walka oraz ekspansja terytorialna. Istnieje możliwość zawierania sojuszy, układów handlowych, wywierania wpływu na sąsiadów oraz prowokowania przeciwników do wypowiedzenia wojny. W grze występuje 168 typów jednostek. Rise of Nations zawiera też tryb gry wieloosobowej.

## Wydanie
Gra została wydana 19 maja 2003 roku na platformę PC. W 2004 roku została wydana Złota Edycja zawierająca podstawową wersję gry oraz dodatek Thrones and Patriots. W 2014 roku została wydana zremasterowana wersja gry Extended Edition zawierająca również dodatek ze Złotej Edycji.